# غاري بارلو

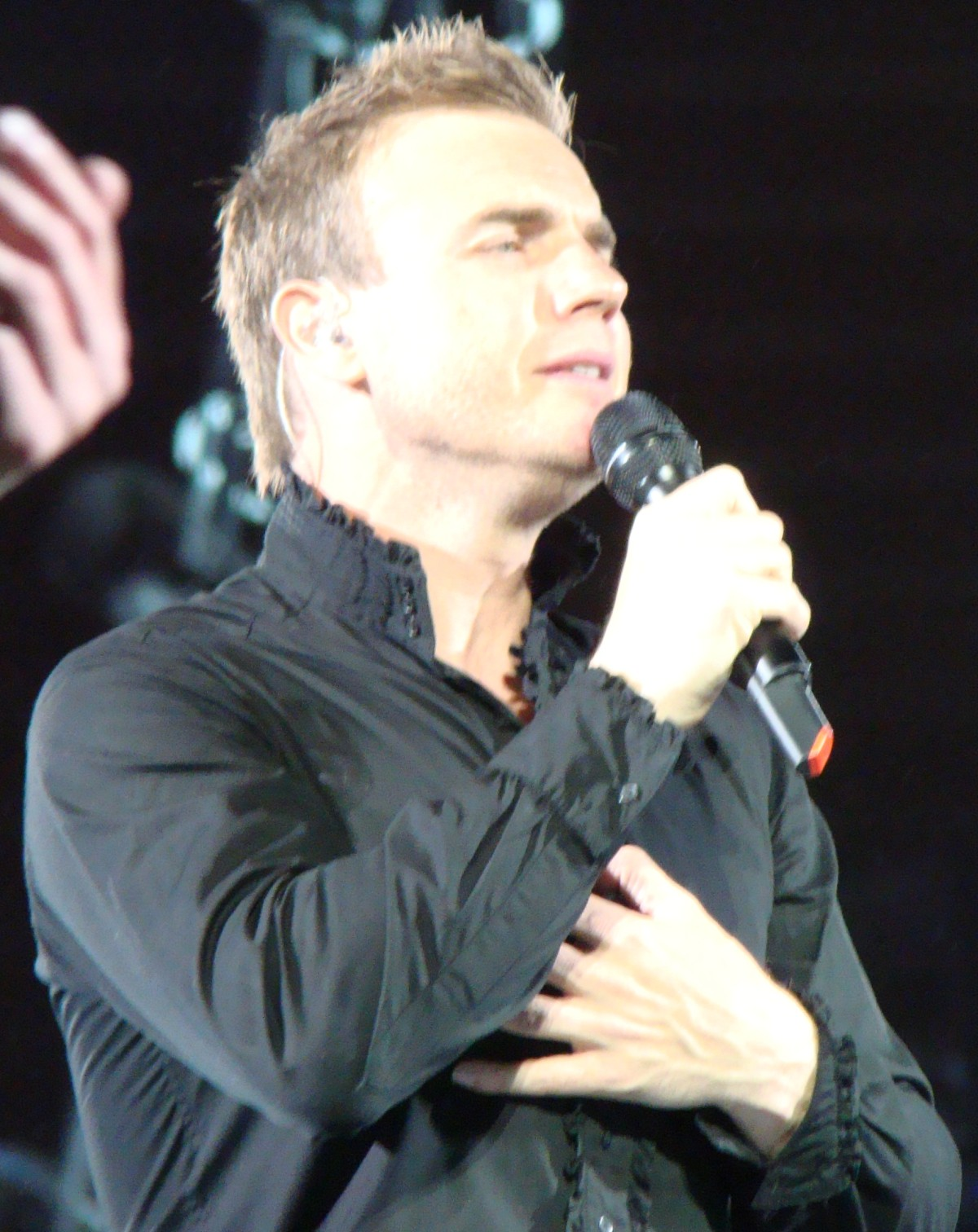
غاري بارلو

غاري بارلو (بالإنجليزية: Gary Barlow) هو مغني وكاتب أغاني وعازف بيانو و منتج إنكليزي بريطاني ولد في يوم 20 يناير 1971 في بلدة فرودشام في المملكة المتحدة. عضو سابق في فرقة الـ boy band الشبابية البريطانية الشهيرة تيك ذات (Take That).

## روابط خارجية
- غاري بارلو على موقع IMDb (الإنجليزية)
- غاري بارلو على موقع ميوزك برينز (الإنجليزية)
- غاري بارلو على موقع قاعدة بيانات برودواي على الإنترنت (الإنجليزية)
- غاري بارلو على موقع أول ميوزيك (الإنجليزية)
- غاري بارلو على موقع ديسكوغز (الإنجليزية)
- غاري بارلو على موقع قاعدة بيانات الفيلم (الإنجليزية)